# Archaeosynthemis occidentalis
Archaeosynthemis occidentalis – gatunek ważki z rodziny Synthemistidae.